# ヘクサメトロス

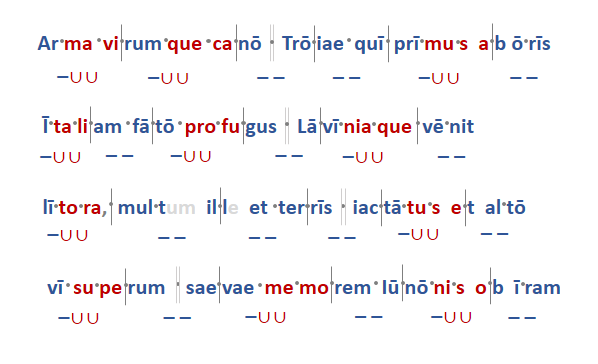
『アエネイス』冒頭のラテン語（Arma virumque cano）のダクテュロス・ヘクサメトロス（長短短六歩格）

ヘクサメトロスまたはヘクサメトロン（英語: Hexameter, ギリシア語: ἑξάμετρον）、六脚韻（ろっきゃくいん）、六歩格（ろくぶかく）とは、西洋の詩形の1つで、1行が6つ（hexa）の韻脚からなるものである。
ホメロスの『イリアス』ならびに『オデュッセイア』がこの詩形で書かれている。古代ギリシアでは叙事詩の標準的な韻律で、ウェルギリウスの『アエネイス』などラテン語の叙事詩もそれにならった。
叙事詩以外にも、ホラティウスの『風刺詩』やオウィディウスの『変身物語』などに使われた。ギリシア神話では、ペーモノエーがヘクサメトロスを発明したと言われている。

## ギリシア語のヘクサメトロス
厳格なヘクサメトロスでは、韻脚のおのおのは長短短格（ダクテュロス）でなければならない。しかし古代の韻律はほとんどの場所で、長短短格の代わりに長長格（スポンデイオス）を用いることを許していた。具体的には、最初の4韻脚は長短短格でも長長格でも構わない。ただし5つめの韻脚は長短短格で（ホメロスの時代には約95%がそうだった）、最後の韻脚は決まって長長格だが、短でも長でもよい、つまりアンケプスでもよい。「-」を長、「u」を短、「U」を長または短短とすると、次のように表される（「|」は韻脚の区切り）。
- - U | - U | - U | - U | - u u | - -

ホメロスの『イリアス』の冒頭、「μῆνιν ἄειδε, θεά, Πηληϊάδεω Ἀχιλῆος（歌え、女神よ、ペレウスの子アキレウスの怒りを）」を例にあげると、
- μῆνιν ἄ | ειδε, θε | ά, Πη | ληϊά | δεω Ἀχι | λῆος

であり、 長短短・長短短・長長・長短短・長短短・長長、になる。なお、ホメロスはヘクサメトロスに合うように語を方言（イオニア方言）に変えていた。後のヘクサメトロスによる詩作はホメロスに基づいている。

## ラテン語のヘクサメトロス
古代ギリシアのヘクサメトロスは叙事詩を「歌う」という音楽的表現の自然な結果であったが、ラテン語（ローマ）のヘクサメトロスはむしろ固有の「法則」として学ばれた。一般にラテン語はギリシア語より長い音節が多いからである。そのことから、ラテン語のヘクサメトロスは独特のものとなった。その初期の例はエンニウスの『Annales（年代記）』で、後の世代のルクレティウス、 カトゥルス、キケロ、さらに後の世代のウェルギリウス、オウィディウス、マルクス・アンナエウス・ルカヌス、ユウェナリスらはそれを基準とした。
ウェルギリウスの『アエネイス』の最初の行はラテン語のヘクサメトロスの代表的な例である。
- Arma virumque cano, Trojae qui primus ab oris

長短短・長短短・長長・長長・長短短・長長、となっている。
ホラティウスも『詩論』の中で、ヘクサメトロスでこんなことを書いている（263）。
- Non quivis videt inmodulata poemata iudex,

適切なカエスーラ（中間休止、句切れ）が欠けているが、翻訳すると「すべての批評家が調子のあわない詩をわかるわけではない」になる。

## 英語のヘクサメトロス
英語では、前時代までの長母音が現代までに二重母音かまたは短母音へと変化して消えていく過程にあり、弱強五歩格が標準的なので、ヘクサメトロスはあまりポピュラーではなかった。しかし、何人かの詩人たちがヘクサメトロスの詩を書いている。その中で代表的なものが、マイケル・ドレイトンの『Poly-Olbion』（1612年）である。
- Nor any other wold like Cotswold ever sped, / So rich and fair a vale in fortuning to wed.

17世紀には、弱強六歩格またはアレクサンドル格がヒロイック・カプレット（英雄対韻句）の代用として、さらに抒情詩やエイブラハム・カウリーやジョン・ドライデンのピンダロス風頌歌の中で、許容される行の代用の1つとして使われた。19世紀にはヘンリー・ワズワース・ロングフェローやアーサー・ヒュー・クラフたちがダクテュロス・ヘクサメトロスを英語に移植しようとしたが成功には至らなかった。ジェラード・マンリ・ホプキンスも弱強六歩格とスプラング・リズムの詩を多く書いている。20世紀になると、ウィリアム・バトラー・イェイツがおおざっぱにバラッド風の強いカエスーラを伴う六歩格を使った。弱強六歩格は時折使われ、音節の強弱がある六歩格はラテン語詩などからの翻訳に用いられた。

## リトアニア語のヘクサメトロス
18世紀後期には、クリスティヨナス・ドネライティスがリトアニア語にヘクサメトロスを適用した。ドネライティスの詩『Metai（四季）』はリトアニア語で最も成功したヘクサメトロスと言われている。